# Ji Chunmei
Pour les articles homonymes, voir JI.
Dans ce nom chinois, le nom de famille, Ji, précède le nom personnel.
Ji Chunmei (chinois : 季春美 ; pinyin : Jì Chūnměi, née le 14 février 1986) est une joueuse de tennis chinoise, professionnelle depuis le milieu des années 2000.

## Palmarès

### Titre en double dames
| No | Date       | Nom et lieu du tournoi | Catégorie | Dotation  | Surface    | Partenaire   | Finalistes                   | Score    |          |
| -- | ---------- | ---------------------- | --------- | --------- | ---------- | ------------ | ---------------------------- | -------- | -------- |
| 1  | 10/09/2007 | Tennis Classic Bali    | Tier III  | 225 000 $ | Dur (ext.) | Sun Shengnan | Jill Craybas Natalie Grandin | 6-3, 6-2 | Parcours |

### Finale en double dames
| No | Date       | Nom et lieu du tournoi | Catégorie | Dotation  | Surface      | Vainqueures                       | Partenaire   | Score     |          |
| -- | ---------- | ---------------------- | --------- | --------- | ------------ | --------------------------------- | ------------ | --------- | -------- |
| 1  | 07/05/2007 | ECM Open Prague        | Tier IV   | 145 000 $ | Terre (ext.) | Petra Cetkovská Andrea Hlaváčková | Sun Shengnan | 7-67, 6-2 | Parcours |

## Parcours en Grand Chelem

### En simple
N'a jamais participé à un tableau final.

### En double dames
| Année | Open d'Australie            | Open d'Australie        | Internationaux de France     | Internationaux de France | Wimbledon                    | Wimbledon                   | US Open                      | US Open                  |
| ----- | --------------------------- | ----------------------- | ---------------------------- | ------------------------ | ---------------------------- | --------------------------- | ---------------------------- | ------------------------ |
| 2007  | -                           | -                       | -                            | -                        | 1er tour (1/32) Sun Shengnan | Květa Peschke Rennae Stubbs | 1er tour (1/32) Sun Shengnan | K. Srebotnik Ai Sugiyama |
| 2008  | 2e tour (1/16) Sun Shengnan | J. Husárová F. Pennetta | 1er tour (1/32) Sun Shengnan | Domachowska A. Rosolska  | 1er tour (1/32) Sun Shengnan | A. Keothavong Melanie South | -                            | -                        |

Sous le résultat, la partenaire ; à droite, l’ultime équipe adverse.

## Parcours en «Premier Mandatory» et «Premier 5»
Découlant d'une réforme du circuit WTA inaugurée en 2009, les tournois WTA « Premier Mandatory » et « Premier 5 » constituent les catégories d'épreuves les plus prestigieuses, après les quatre levées du Grand Chelem.

### En simple dames
| Année |              | Premier Mandatory | Premier Mandatory | Premier Mandatory | Premier Mandatory              |       | Premier 5 | Premier 5 | Premier 5  | Premier 5 | Premier 5 | Premier 5 | Premier 5 |
| Année | Indian Wells | Miami             | Madrid            | Pékin             |                                | Dubaï | Rome      | Canada    | Cincinnati |           | Tokyo     |           |           |
| Année | Indian Wells | Miami             | Madrid            | Pékin             |                                | Doha  | Rome      | Canada    | Cincinnati |           | Wuhan     |           |           |
| Année | Indian Wells | Miami             | Madrid            | Pékin             |                                |       | Rome      | Canada    | Cincinnati |           |           |           |           |
| 2009  |              |                   |                   |                   | 1er tour (1/32) Lucie Šafářová |       |           |           |            |           |           |           |           |

Sous le résultat, l’ultime adversaire.

### En double dames
| Année | Premier Mandatory | Premier Mandatory | Premier Mandatory | Premier Mandatory | Premier Mandatory | Premier Mandatory        | Premier Mandatory           | Premier Mandatory | Premier 5 | Premier 5 | Premier 5 | Premier 5 | Premier 5 | Premier 5 | Premier 5 | Premier 5 | Premier 5  | Premier 5  | Premier 5 | Premier 5 | Premier 5 | Premier 5 |
| Année | Indian Wells      | Indian Wells      | Miami             | Miami             | Madrid            | Madrid                   | Pékin                       | Pékin             | Dubaï     | Dubaï     | Doha      | Doha      | Rome      | Rome      | Canada    | Canada    | Cincinnati | Cincinnati | Tokyo     | Tokyo     | Wuhan     | Wuhan     |
| ----- | ----------------- | ----------------- | ----------------- | ----------------- | ----------------- | ------------------------ | --------------------------- | ----------------- | --------- | --------- | --------- | --------- | --------- | --------- | --------- | --------- | ---------- | ---------- | --------- | --------- | --------- | --------- |
| 2009  |                   |                   |                   |                   |                   |                          |                             |                   |           |           |           |           |           |           |           |           |            |            |           |           |           |           |
| —     | —                 | —                 | —                 | —                 | —                 | 2e tour (1/8) Han Xinyun | A. Kudryavtseva E. Makarova | —                 | —         |           |           | —         | —         | —         | —         | —         | —          | —          | —         |           |           |           |

N.B. : le nom de la partenaire se trouve sous le résultat ; le nom des ultimes adversaires se trouve à droite.

## Parcours en Fed Cup
| #                                                            | Date       | Lieu         | Surface      | Gagnante(s)             | Perdante(s)                  | Score    |          |
|                                                              |            |              |              |                         |                              |          |          |
| 2007 - Barrage (groupe mondial I) - Belgique - Chine - 1 : 4 |            |              |              |                         |                              |          |          |
| 1                                                            | 14/07/2007 | Knokke-Heist | Terre (ext.) | Ji Chunmei Sun Shengnan | Debbrich Feys Aude Vermoezen | 6-2, 6-1 | Parcours |

## Classements WTA en fin de saison

### En simple
| Année | 2002 | 2003 | 2004 | 2005 | 2006 | 2007 | 2008 | 2009 | 2010 |
| Rang  | 1070 | -    | 791  | 847  | 409  | 673  | 636  | 439  | 551  |

source : (en) « Classements de Ji Chunmei », sur le site officiel du WTA Tour

### En double
| Année | 2004 | 2005 | 2006 | 2007 | 2008 | 2009 | 2010 | 2011 |
| Rang  | 685  | 421  | 125  | 94   | 98   | 198  | 197  | 927  |

source : (en) « Classements de Ji Chunmei », sur le site officiel du WTA Tour